# متطوعون من أجل إسرائيل
متطوعون من أجل إسرائيل (بالإنجليزية: Volunteers for Israel) هي منظمة أمريكية غير ربحية تتطوع لأداء أعمال مدنية في إسرائيل. وتشتهر أكثر بأداء أعمال مدنية في قواعد الجيش الإسرائيلي.bases. وبدأت المنظمة أعمالها عام 1982، خلال حرب لبنان عام 1982.